# Sigurd Westholm

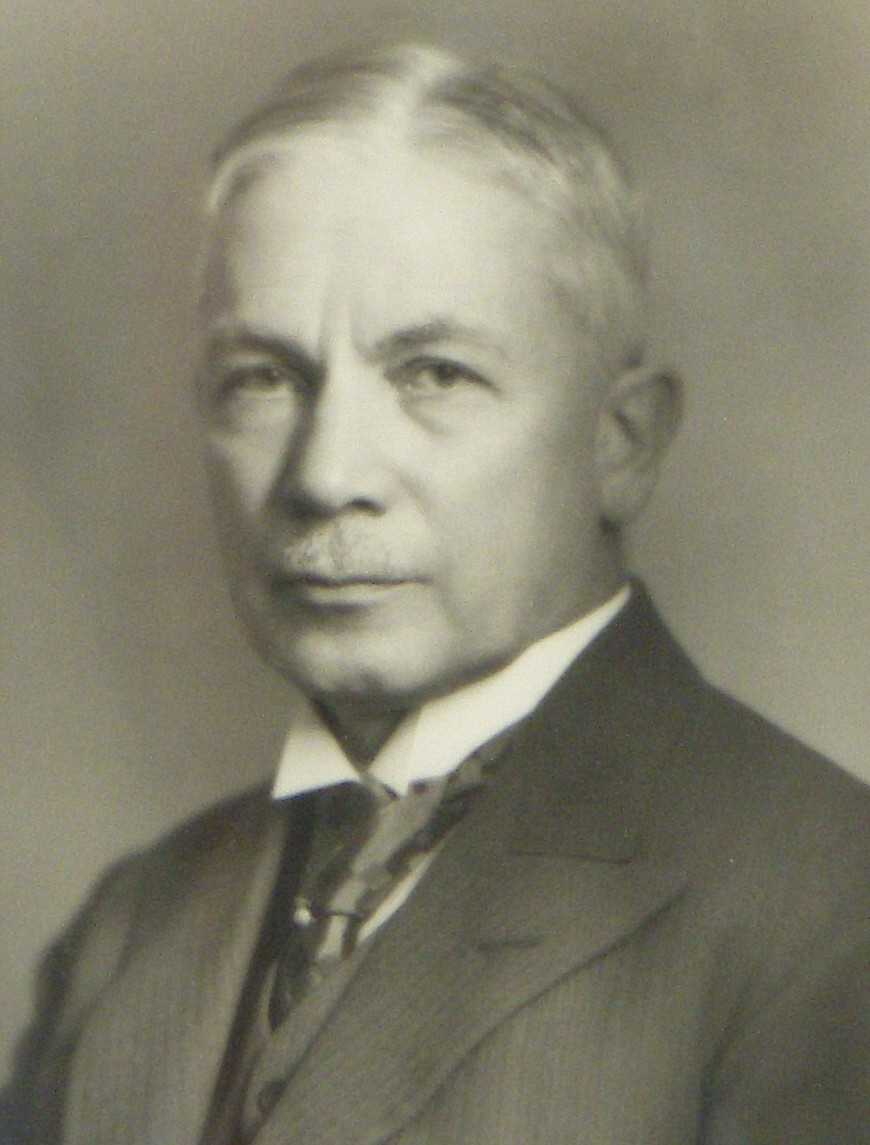
Sigurd Westholm.

Sigurd Westholm, född 4 december 1871 i Västerås, död 17 juni 1960 i Stockholm, var en svensk arkitekt. Han var son till prosten Alfred Westholm av släkten Westholm.
Westholm var tillförordnad stadsarkitekt i Stockholms stad mellan åren 1909 och 1916 samt ordinarie stadsarkitekt från 1916 till 1940. Han präglade genom sin långa tjänstetid vid Stockholms stadsbyggnadskontor stadens bebyggelse under fem decennier.

## Utbildning och egen verksamhet
Sigurd Westholm studerade vid Tekniska högskolan i Stockholm 1894–1898 och på Konstakademien 1898–1900. Innan Westholm blev stadsarkitekt för Stockholm 1916, arbetade han som privatpraktiserande arkitekt, där bland annat Gamla Tingshuset i Värmlands Nysäter från 1908 kan nämnas som ett av hans arbeten. Byggnaden innehåller såväl jugendstilens som nationalromantikens gestaltningselement. Tillsammans med John A Bagger (senare vice stadsarkitekt) bildade han arkitektkontoret Westholm & Bagger. I Stockholm ritade kontoret ett 20-tal flerbostadshus, bland dem Riddargatan 29–31, Dalagatan 74B, Folkungagatan 61, Grevgatan 67 och Tomtebogatan 28A och B samt Varuhuset PUB (Hötorghuset). Villan på Brunkebergsåsen 20 B i Sollentuna kommun ritade han för eget bruk i en nationalromantisk stil och det är troligt att Westholm har ritat flera av villorna i området.

## Stadsarkitekt

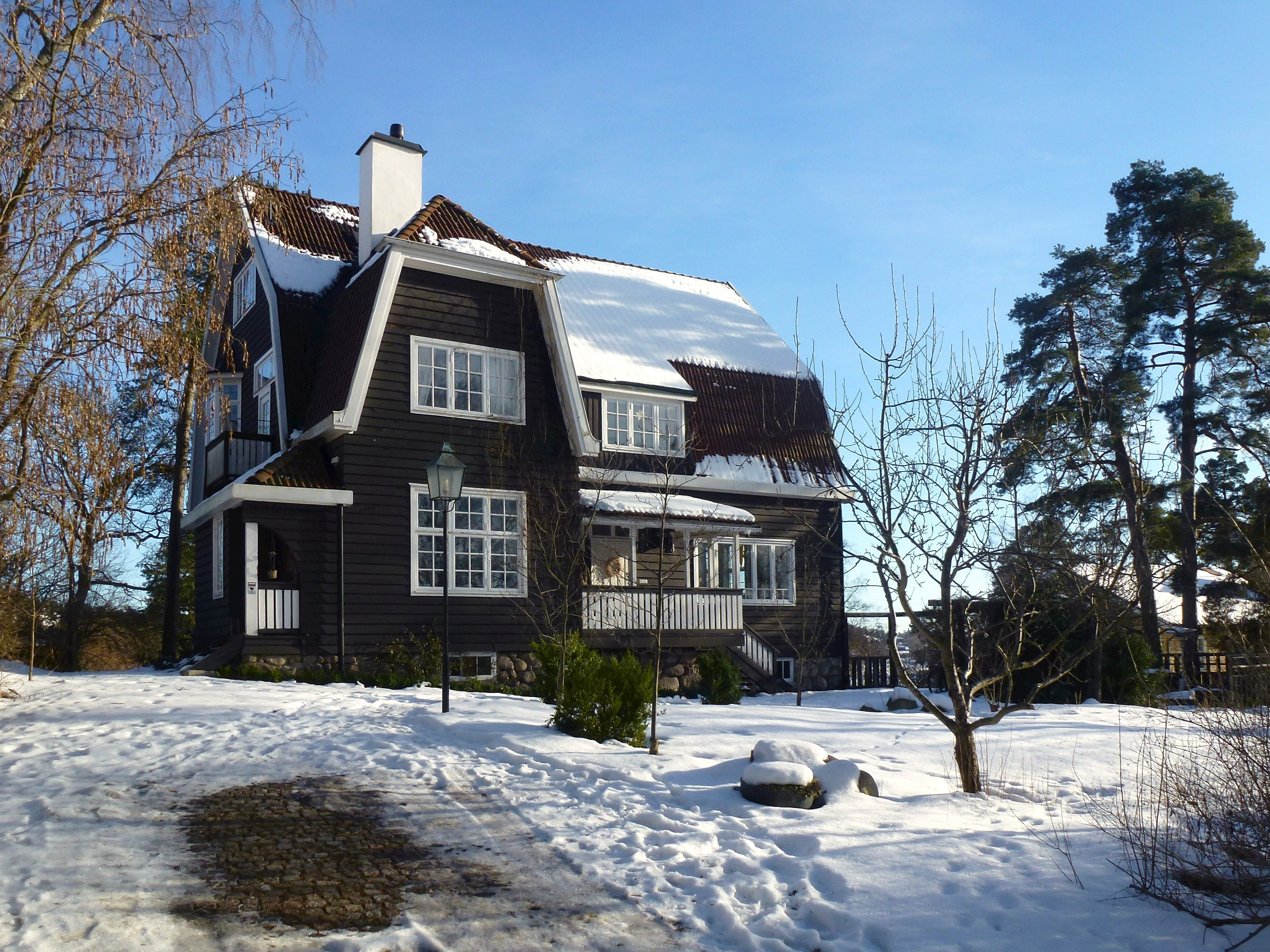
"Villa Westholm", Brunkebergsåsen 20B.

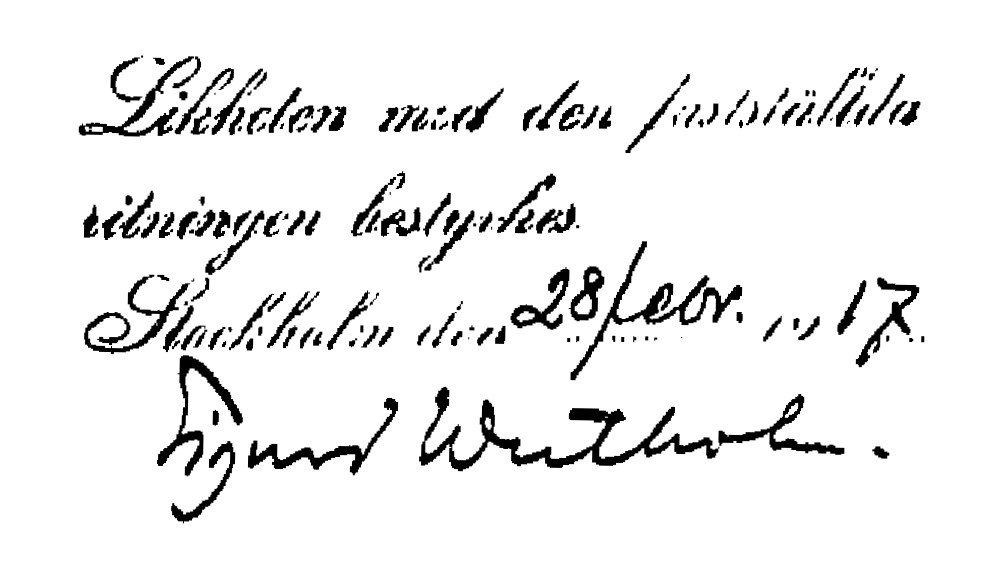
1000-tals bygglovsritninger på Stockholms stadsbyggnadskontor bär Sigurd Westholms namnteckning, som här på en ritning från 1917.

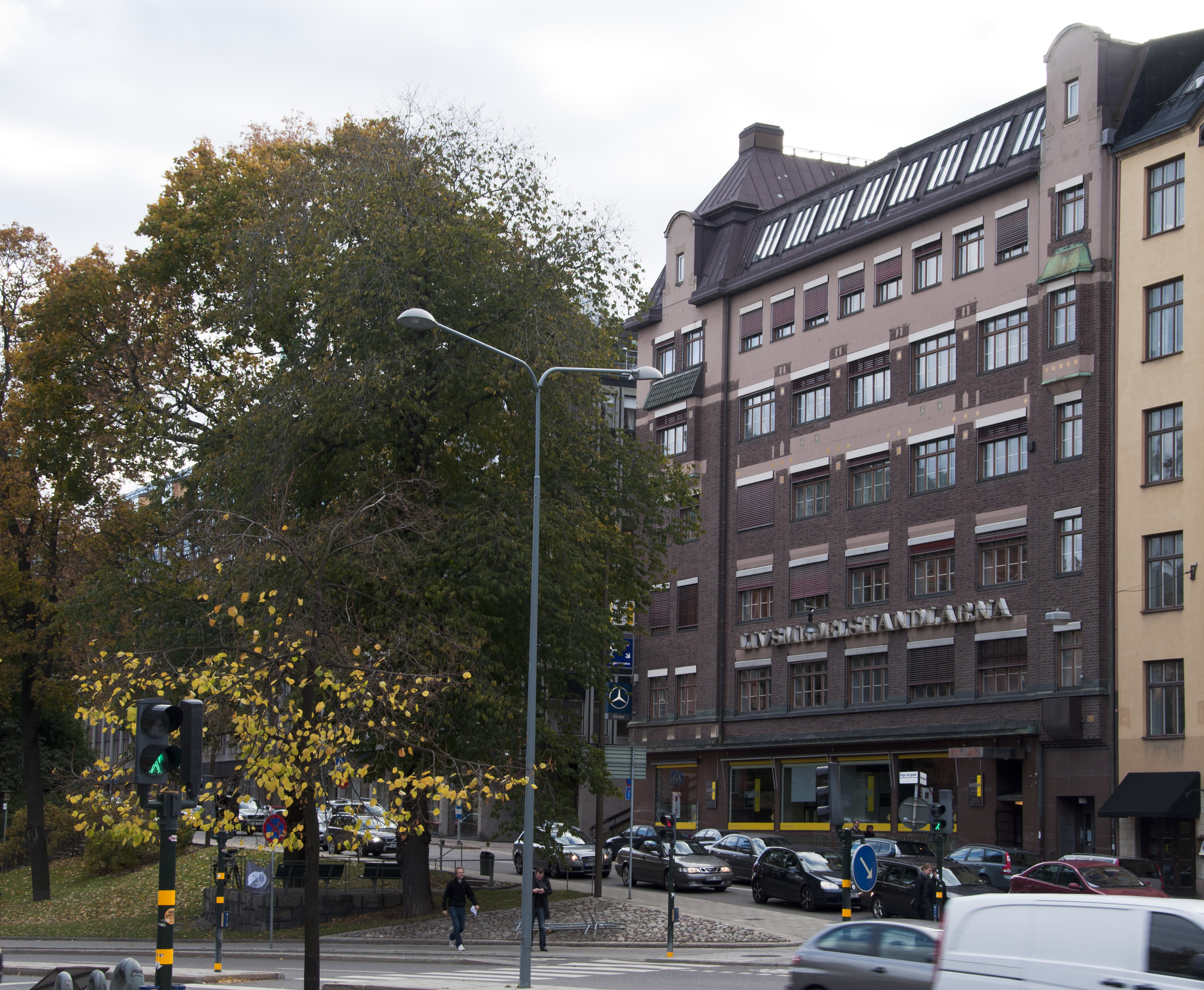
Förlagshus för Herzog & Söner, 1909.

Från 1904 var Westholm anställd av byggnadsnämnden i Stockholm som extra arkitekt. När hans företrädare Kasper Salin blev sjuk var Westholm 1909-1916 tillförordnad stadsarkitekt. Han blev 1916 ordinarie stadsarkitekt. Som stadsarkitekt engagerade han sig på 1920-talet i framväxten av trädgårdsstäder. Han hade samlat intryck under bostads- och stadsplanekongressen i London sommaren 1920. Westholm var nöjd med de trädgårdsstadsliknande villaområden som uppfördes på stadens mark, exempelvis i Bromma. 
Planeringen leddes av Stockholms stadsbyggnadskontor och enligt Westholm skedde detta med klara mål, "som borgar för framtida trevnad och trygghet". Han menade att trädgårdsstaden "bäst stämmer överens med vår läggning och med bostadsvanor hos ett folk, vars stora massa ännu är fästad vid den egna torvan". Statens byggnadsbyrå under ledning av Sigurd Westholm var också av stor betydelse, då de typritningar som publicerades 1922 och 1923 fick stor spridning i landet. 
Westholms huvudsakliga geografiska arbetsområde var det som kallas "innerstaden". På 1930-talet kom han i dispyt med HSB:s chefsarkitekt Sven Wallander, som ville bygga höga lamellhus på Kungsklippan. De båda hade tidigare samarbetat i utformandet av storgårdskvarteret Metern, men att bygga höghus uppe på en klippa tycke Westholm var olämplig och yrkade på avslag. Men genom Wallanders goda kontakter kunde bostadsbygget ändå genomföras och Westholm fick ge efter.

## Ordförandeskapet i FSS
År 1924 blev Westholm första ordförande för den nygrundade Föreningen Sveriges Stadsarkitekter (FSS). Vid den tiden rådde ganska stor oklarhet om stadsarkitekternas roll och kompetens och många mindre städer hade över huvud taget ingen stadsarkitekt, det fanns ingen lag på det heller. Därför var det inledningsvis Sigurd Westholms huvuduppgift att verka för en ändring av lagen, så att landets byggnadsnämnder skulle tvingas att ha kompetenta stadsarkitekter. Hans arbete kröntes med framgång 1931, när kravet infördes i den nya stadsplanelagen och byggnadslagen.

## Andra arbetsuppgifter
Westholm var även aktiv när det gällde stadens reklamskyltar. Under 1910-talet ordnades flera skylttävlingar av Svenska Slöjdföreningen med Sigurd Westholm som en av de drivande krafterna. Han var förespråkare för den klassiska flaggskylten. Tjugo år senare kritiserade han hårt den nya ljusreklamen och menade att den symboliserade en av storstadens avigsidor och var ett uttryck för banalitet och "pöbeln bland skyltar".
1934 utsågs han i egenskap av stadsarkitekt till ordförande i den nygrundade permanenta utställningen och aktiebolaget för byggnadsmaterial, Byggtjänst.  
Westholm var ledamot av Kommittén angående bostadssociala minimifordringar och en av medarbetarna i den Bostadssociala utredningen, som mellan 1933 och 1947 skulle kartlägga landets bostadsförhållanden och utarbeta riktlinjer för bostadspolitiken. Efter sin pensionering 1940 var han engagerad vid Statens byggnadsbyrå, där han fortsatte arbetet med typritningar för småhus.
År 1942 utkom "Westholms bibel" som var ett normverk med kvalitetssäkring för planeringen av bostaden, som gällde vid uppförandet av nya bostäder finansierade med statliga lån. Westholms skrift var en föregångare till normsamlingen "God bostad" som utkom på 1960-talet i samband med miljonprogrammet. Genom sina insatser före under och efter tjänsten som stadsarkitekt i Stockholm präglade han stadens arkitektur och speciellt utformningen av bostaden från 1900-talet och till långt in på 1950-talet. Hans efterträdare på posten som stadsarkitekt i Stockholm blev 1940 arkitekt Gunnar Wetterling.